# Antoni Sułek
Antoni Sułek (ur. 27 września 1945 w Barłogach) – polski socjolog, profesor nauk humanistycznych, nauczyciel akademicki Uniwersytetu Warszawskiego.

## Życiorys
Absolwent Liceum Ogólnokształcącego im. ks. Czartoryskiego w Puławach. W 1968 ukończył studia socjologiczne na Uniwersytecie Warszawskim. W 1974 obronił w Instytucie Socjologii UW doktorat pt. Miejsce eksperymentu w naukach społecznych, którego promotorem był prof. Stefan Nowak, a w 1990 habilitował się książką stanowiącą zbiór rozpraw pt. W terenie, w archiwum i w laboratorium. Studia nad warsztatem socjologa. Od roku 2002 jest profesorem.
W latach 1988–1995 był współredaktorem „Kultury i Społeczeństwa”. W latach 1989–1990 był członkiem zespołu doradców socjologicznych Obywatelskiego Klubu Parlamentarnego. W latach 1994–1998 przewodniczący Polskiego Towarzystwa Socjologicznego. W latach 1999–2001 pełnił przy Jerzym Buzku funkcję Głównego Doradcy Prezesa Rady Ministrów ds. Społecznych. W latach 2002–2005 dyrektor Instytutu Socjologii Uniwersytetu Warszawskiego, w którym w latach 1989–2009 był kierownikiem Zakładu Metodologii Badań Socjologicznych. Wiceprzewodniczący, a następnie członek prezydium Komitetu Socjologii Polskiej Akademii Nauk. Członek Centralnej Komisji ds. Stopni i Tytułów. W 2002 r. został członkiem korespondentem PAN.
Zajmuje się metodologią socjologiczną, metodologią sondażu, teorią i badaniami opinii publicznej, historią badań społecznych w Polsce.
Od 1999 jest członkiem rady programowej stowarzyszenia Otwarta Rzeczpospolita.

## Wybrane publikacje
- A Mirror on the High Road, Berlin 2019.
- Obrazy z życia socjologii w Polsce, Warszawa 2011.
- Socjologia na Uniwersytecie Warszawskim. Fragmenty historii (red.), Warszawa 2007.
- Solidarność. Wydarzenie, konsekwencje, pamięć (red.), Warszawa 2006.
- Ogród metodologii socjologicznej, Warszawa 2002.
- Sondaż polski. Przygarść rozpraw o badaniach ankietowych, Warszawa 2001.
- W terenie, w archiwum i w laboratorium. Studia nad warsztatem socjologa, Warszawa 1990.
- Poza granicami socjologii ankietowej (red.), Warszawa 1988.
- Eksperyment w badaniach społecznych, Warszawa 1979.
- Logika analizy socjologicznej. Wybór tekstów (red.), Warszawa 1979.

## Odznaczenia
Kawaler Orderu Odrodzenia Polski (2014).

## W kulturze popularnej
Antoni Sułek był pierwowzorem postaci pana Sułka w słuchowisku Kocham pana, panie Sułku (1973–2000) Jacka Janczarskiego.